# Henryk Stamatello
Henryk Stamatello (* 29. November 1901 in Siedlce; † 8. Juli 1997) war ein polnischer Straßen- und Brückenbauingenieur sowie Hochschullehrer an der Technischen Hochschule in Warschau.

## Leben
Stamatellos Eltern waren der Eisenbahnbeamte Stanisław und dessen Frau Władysława, geb. Murawska. Großvater Stamatello war aus Apulien nach Polen eingewandert, seine Frau war Faustyna, eine Polin. Stomatello besuchte ab 1911 ein staatliches Gymnasium in Warschau. Nach der Evakuierung der Familie nach Moskau im Jahr 1915 setzte er dort seine Schulausbildung fort, die er nach seiner Rückkehr nach Warschau 1920 abschloss.
Als Freiwilliger nahm er am polnisch-sowjetischen Krieg teil. Er war beim 20. Pfadfinder-Bataillon aktiv, dort auch Ausbilder, und 1924 war Stamatello als polnischer Vertreter bei einem Jamboree in Kopenhagen.
In den Jahren 1921 bis 1927 studierte er an der Fakultät für Bauingenieurwesen an der Politechnika in Warschau. Seine Dissertation behandelte das Wasser- und Abwassersystem in Kielce. Nach Abschluss des Studiums trat er in die städtische Verwaltung der Wasserversorgung und Kanalisation in Warschau ein, er leitete hier den Bau von Kanälen und Wassersammelstellen. Er führte auch geologische Untersuchungen für den bereits damals geplanten Bau der Warschauer U-Bahn durch.

### Zweiter Weltkrieg und Nachkriegszeit
Als Beschäftigter der Wasser- und Kanalisationverwaltung Warschaus seit Beginn des Zweiten Weltkriegs nahm Stamatello 1944 am Warschauer Aufstand als Kommandant des zur Sicherung der Wasserversorgung abgestellten militärischen Personals der WSOP (Wojskowa Służba Ochrony Powstania) teil.
Nach Kriegsende wurde er als Chef der Wiederaufbauabteilung der Wasserversorgung und Kanalisation Warschaus eingesetzt. Danach gehörte er zu den wichtigsten Planern der Trasa W-Z und übernahm hier die Bauaufsicht. Er verhandelte mit der sowjetischen Besatzungsmacht den Bau der modernen und großteils aus der Sowjetunion gelieferten Rolltreppe vom Schlossplatz (Verbindung zum Tunnel der Trasa W-Z) und war im Jahr 1949 bei der Sicherung der Anna-Kirche am Schlossplatz beteiligt.
Ab dem Jahr 1949 arbeitete er dann an der Politechnika; war dort zunächst Lehrstuhlinhaber für Tiefbau, später des Lehrstuhls für Wasserver- und Abwasserentsorgung. Stamatello war Autor vieler Fachpublikationen zum Themenbereich Bau und Herausgeber von akademischen Lehrbüchern. Er war ein Mitglied der Gesellschaft Polnischer Stadtplaner (Towarzystwo Urbanistów Polskich) und Vorsitzender des Ausschusses für Stadtentwicklung des Verbandes der Bauingenieure und -techniker (Polski Związek Inżynierów i Techników Budownictwa).

## Werke (Auswahl)
- Tunele i miejskie budowle podziemne, Verlag: Arkady, Warschau 1970
- Budowa i eksploatacja urządzeń podziemnych w miastach, Instytut Organizacji i Mechanizacji Budownictwa (Hrsg.), Verlag Ośrodek, 1962
- Metro w Warszawie, in: Kronika Warszawy, 13. Jahrgang/Ausgabe 1 (49), 1982, S. 87–108